# Morinda nanlingensis
Morinda nanlingensis är en måreväxtart som beskrevs av Y.Z.Ruan. Morinda nanlingensis ingår i släktet Morinda och familjen måreväxter.

## Underarter
Arten delas in i följande underarter:
- M. n. nanlingensis
- M. n. pilophora